# Kali macrodon
Kali macrodon är en fiskart som först beskrevs av Norman 1929.  Kali macrodon ingår i släktet Kali och familjen Chiasmodontidae. IUCN kategoriserar arten globalt som livskraftig. Inga underarter finns listade i Catalogue of Life.